# Israel Viteri Gualinga
Israel Viteri Gualinga (Sarayacu, Pastaza, Ecuador, 1981-15 de febrero de 2020) fue un cazador de la selva amazónica ecuatoriana y el primer piloto indígena kichwa de Sarayacu.

## Biografía
Israel Viteri Gualinga nació en Sarayacu, provincia de Pastaza, en la selva amazónica de Ecuador, fue un cazador de la selva y procede de las familias más influyentes del movimiento indígena ecuatoriano, los Viteri Gualinga y su hermano Franco Viteri es el líder histórico de ese pueblo, quien encabezó la lucha contra la Compañía Nacional de Combustibles. A la edad de 18 años realizó su primer vuelo como piloto de Sarayaku. Voló por más de 15 años por las pistas incipientes de la agresiva selva con más de 4000 horas de vuelo. Trasladó desde la pista de Shell a Sarayacu de ida y vuelta a personajes destacados de Puyo quienes reconocían que Israel Viteri era el mejor piloto de la amazonía ecuatoriana. Voló para la aerolínea AeroSarayaku.

## Fallecimiento
El 15 de febrero de 2020, mientras realizaba un vuelo con pasajeros para la aerolínea de la Compañía AéroKashurco en una avioneta Cessna 206, falleció junto cinco pasajeros luego de que ocurriera un accidente donde la avioneta cayera en el sector Kunkuc – San Ramón km 53 vía Puyo Macas, mientras que un niño de 3 años fue trasladado al Hospital Baca Ortiz de Quito en estado crítico y falleció el 17 de febrero.